# Liste d'épices et aromates

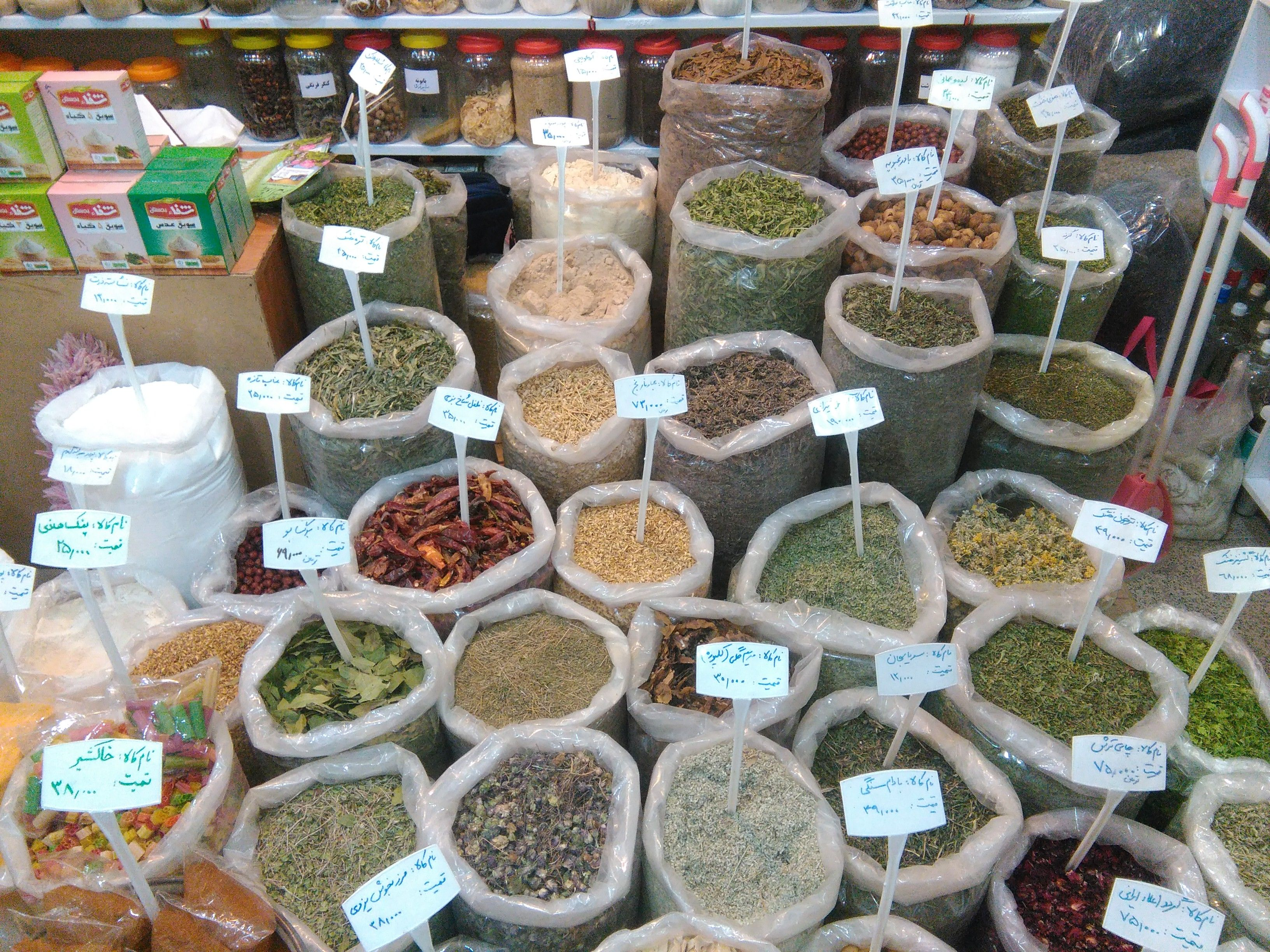
Un magasin d'épices et d'aromates à Ispahan, en Iran.

Cet article présente une liste non exhaustive de plantes dont les parties sont utilisées comme épices ou aromates. Elle est basée sur des travaux internationaux de standardisation (norme ISO et classification du Codex Alimentarius).
La liste comprend également les herbes aromatiques, qui sont une sous-catégorie d'épices ou d'aromates, ainsi que de nombreuses plantes qui peuvent faire partie d'autres groupes (fruits, légumes, etc.) en fonction des parties utilisées et du mode d'utilisation (ingrédient principal ou assaisonnement).

## Sources

### ISO
L'Organisation internationale de normalisation a élaboré une norme internationale (ISO 676) établissant une liste non exhaustive de 109 plantes utilisées en tant qu'épices ou aromates. Ils y sont définis comme des « produits végétaux ou mélanges de ceux-ci, exempts de matières étrangères, utilisés pour donner de la saveur et de l’arôme et pour assaisonner les aliments ». La première édition de cette liste a été publiée en 1982, et la seconde en 1995. Plusieurs épices de la liste font elles-mêmes l'objet de normes internationales qui en donnent les spécifications précises.

### Codex Alimentarius
Le Codex Alimentarius est un programme commun de l'Organisation des Nations unies pour l'alimentation et l'agriculture (FAO) et de l'Organisation mondiale de la santé (OMS). Il a établi une « classification des produits destinés à l'alimentation humaine et animale », dans laquelle chaque produit est identifié par un code. La classe A de cette classification (« produits d'alimentation primaire d'origine végétale ») contient un type 5 intitulé « herbes condimentaires et épices », qui suit les définitions suivantes :
- « Les herbes condimentaires sont des feuilles, fleurs, tiges et racines provenant d’une variété de plantes (herbacées), utilisées en quantités relativement petites comme condiments pour aromatiser les aliments et boissons. Elles sont utilisées sous leur forme fraîche ou séchées naturellement. »
- « Les épices sont les graines aromatiques, bourgeons, racines, rhizomes, écorces, gousses, fleurs ou parties de fleurs, baies et autres fruits d’une variété de plantes qui sont utilisés en quantités relativement faibles pour aromatiser les aliments. Elles sont consommées principalement sous leur forme séchée comme condiments. »

Chacun des deux groupes est lui-même divisé en plusieurs sous-groupes. En fonction des parties utilisées, une même plante peut être classée sous plusieurs codes.

## Clé du tableau
| #ISO            | Numéro dans la liste associée à la norme ISO 676. | Numéro dans la liste associée à la norme ISO 676. | Numéro dans la liste associée à la norme ISO 676. |
| #CA             | Code dans la classification du Codex Alimentarius. | Code dans la classification du Codex Alimentarius. | Code dans la classification du Codex Alimentarius. |
| Image           | Pour illustration seulement ! Les images proviennent de Wikimedia Commons et n'offrent aucune garantie d'exactitude. Elles ne doivent en aucun cas servir à l'identification d'une plante ou de ses produits. | Pour illustration seulement ! Les images proviennent de Wikimedia Commons et n'offrent aucune garantie d'exactitude. Elles ne doivent en aucun cas servir à l'identification d'une plante ou de ses produits. | Pour illustration seulement ! Les images proviennent de Wikimedia Commons et n'offrent aucune garantie d'exactitude. Elles ne doivent en aucun cas servir à l'identification d'une plante ou de ses produits. |
| Nom commun      | Nom commun d'après les sources citées. Attention, les noms donnés à certains produits sont parfois moins précis ou contradictoires avec ceux utilisés en botanique.                                           | Nom commun d'après les sources citées. Attention, les noms donnés à certains produits sont parfois moins précis ou contradictoires avec ceux utilisés en botanique.                                           | Nom commun d'après les sources citées. Attention, les noms donnés à certains produits sont parfois moins précis ou contradictoires avec ceux utilisés en botanique.                                           |
| Nom botanique   | Nom botanique | Nom botanique | Nom botanique |
| Famille         | Famille botanique | Famille botanique | Famille botanique |
| Partie utilisée | Parties de la plante utilisées comme épice ou aromate. | Parties de la plante utilisées comme épice ou aromate. | Parties de la plante utilisées comme épice ou aromate. |
| Sous-groupe     | Sous-groupe dans la classification du Codex Alimentarius. | Sous-groupe dans la classification du Codex Alimentarius. | Sous-groupe dans la classification du Codex Alimentarius. |
| Sous-groupe     | 27 : Herbes condimentaires | 28 : Épices | Autres |

## Liste
| #ISO                                                | #CA     | Image                                     | Nom commun                                                      | Nom botanique | Famille         | Partie utilisée                 | Sous-groupe                                                        |
| --------------------------------------------------- | ------- | ----------------------------------------- | --------------------------------------------------------------- | --- | --------------- | ------------------------------- | ------------------------------------------------------------------ |
|                                                     |         |                                           |                                                                 | |                 |                                 |                                                                    |
| Liste ISO 676                                       |         |                                           |                                                                 | |                 |                                 |                                                                    |
| 1                                                   | HS 0772 |                                           | Calamus, acore vrai                                             | Acorus calamus L.                                                                                                  | Araceae         | Rhizome                         | 28-D. Épices (racine ou rhizome)                                   |
| 2                                                   | -       |                                           | Cardamome de Madagascar                                         | Aframomum angustifolium (Sonn.) Schumann                                                                           | Zingiberaceae   | Fruit, graine                   | -                                                                  |
| 3                                                   | -       |                                           | Cardamome du Cameroun                                           | Aframomum hanburyi Schumann                                                                                        | Zingiberaceae   | Fruit, graine                   | -                                                                  |
| 4                                                   | HS 0775 |                                           | Aframome d’Éthiopie                                             | Aframomum korarima (Pereira) Engl.                                                                                 | Zingiberaceae   | Fruit, graine                   | 28-B. Épices (fruit ou baie)                                       |
| 5                                                   | HS 3295 |                                           | Maniguette, graine de paradis                                   | Aframomum melegueta (Roscoe) Schumann                                                                              | Zingiberaceae   | Fruit, graine                   | 28-A. Épices (graines)                                             |
| 6                                                   | VA 0388 |                                           | Échalote                                                        | Allium ascalonicum L.                                                                                              | Liliaceae       | Bulbe                           | 9. Légumes bulbeux                                                 |
| 7                                                   | VA 0385 |                                           | Oignon                                                          | Allium cepa L. | Liliaceae       | Bulbe                           | 9. Légumes bulbeux                                                 |
| 8                                                   | VA 2615 |                                           | Oignon-patate                                                   | Allium cepa var. aggregatum                                                                                        | Liliaceae       | Bulbe                           | 9. Légumes bulbeux                                                 |
| 9                                                   | VA 0386 |                                           | Ciboulette de Chine                                             | Allium tuberosum Rottler ex Sprengel                                                                               | Liliaceae       | Bulbe, feuille                  | 9. Légumes bulbeux                                                 |
| 10                                                  | VA 0387 |                                           | Ciboule                                                         | Allium fistulosum L.                                                                                               | Liliaceae       | Feuille et bulbe                | 9. Légumes bulbeux                                                 |
| 11                                                  | VA 0384 |                                           | Poireau                                                         | Allium porrum L.                                                                                                   | Liliaceae       | Feuille et bulbe                | 9. Légumes bulbeux                                                 |
| 12                                                  | VA 0381 |                                           | Ail                                                             | Allium sativum L.                                                                                                  | Liliaceae       | Bulbe                           | 9. Légumes bulbeux                                                 |
| 13                                                  | VA 4155 |                                           | Ciboulette, civette                                             | Allium schoenoprasum L.                                                                                            | Liliaceae       | Feuille                         | 9. Légumes bulbeux                                                 |
| 14                                                  | HS 0783 |                                           | Grand galanga                                                   | Alpinia galanga (L.) Willd                                                                                         | Zingiberaceae   | Rhizome                         | 28-D. Épices (racine ou rhizome)                                   |
| 15                                                  | HS 0783 |                                           | Petit galanga                                                   | Alpinia officinarum Hance                                                                                          | Zingiberaceae   | Rhizome                         | 28-D. Épices (racine ou rhizome)                                   |
| 16                                                  | HS 0775 |                                           | Cardamome du Bengale                                            | Amomum aromaticum Roxb.                                                                                            | Zingiberaceae   | Fruit, graine                   | 28-B. Épices (fruit ou baie)                                       |
| 17                                                  | HS 0775 |                                           | Cardamome rond                                                  | Amomum kepulaga Sprague et Burk. syn. Amomum compactum Sol. ex Maton                                               | Zingiberaceae   | Fruit, graine                   | 28-B. Épices (fruit ou baie)                                       |
| 18                                                  | -       |                                           | Cardamome Kravanh, Krervanh                                     | Amomum krervanh Pierre ex Gagnepain                                                                                | Zingiberaceae   | Fruit, graine                   | 28-B. Épices (fruit ou baie)                                       |
| 19                                                  | HS 0775 |                                           | Grand cardamome, cardamome du Népal                             | Amomum subulatum Roxb.                                                                                             | Zingiberaceae   | Fruit, graine                   | 28-B. Épices (fruit ou baie)                                       |
| 20                                                  | HS 3329 |                                           | Cardamome tsao-ko                                               | Amomum tsao-ko Crevost et Lemaire                                                                                  | Zingiberaceae   | Fruit, graine                   | 28-B. Épices (fruit ou baie)                                       |
| 21                                                  | HH 0730 |                                           | Aneth                                                           | Anethum graveolens L.                                                                                              | Apiaceae        | Fruit, feuille, sommité         | 27-A. Herbes                                                       |
| 21                                                  | HS 0730 |                                           | Aneth                                                           | Anethum graveolens L.                                                                                              | Apiaceae        | Fruit, feuille, sommité         | 28-A. Épices (graines)                                             |
| 22                                                  | -       |                                           | Aneth de l'Inde                                                 | Anethum sowa Kurz                                                                                                  | Apiaceae        | Fruit                           | -                                                                  |
| 23                                                  | HH 0720 |                                           | Angélique                                                       | Angelica archangelica L.                                                                                           | Apiaceae        | Fruit, pétiole, racine          | 27-A. Herbes                                                       |
| 23                                                  | HS 0720 |                                           | Angélique                                                       | Angelica archangelica L.                                                                                           | Apiaceae        | Fruit, pétiole, racine          | 28-A. Épices (graines)                                             |
| 23                                                  | HS 3360 |                                           | Angélique                                                       | Angelica archangelica L.                                                                                           | Apiaceae        | Fruit, pétiole, racine          | 28-D. Épices (racine ou rhizome)                                   |
| 24                                                  | VL 0465 |                                           | Cerfeuil                                                        | Anthriscus cerefolium (L.) Hoffm.                                                                                  | Apiaceae        | Feuille                         | 13. Légumes feuilles                                               |
| 24                                                  | HS 3289 |                                           | Cerfeuil                                                        | Anthriscus cerefolium (L.) Hoffm.                                                                                  | Apiaceae        | Feuille                         | 28-A. Épices (graines                                              |
| 25 - 26                                             | HH 0624 |                                           | Céleri                                                          | Apium graveolens L.                                                                                                | Apiaceae        | Fruit, racine, feuille          | 27-A. Herbes                                                       |
| 25 - 26                                             | HS 0624 |                                           | Céleri                                                          | Apium graveolens L.                                                                                                | Apiaceae        | Fruit, racine, feuille          | 28-A. Épices (graines)                                             |
| 27                                                  | VR 0583 |                                           | Raifort                                                         | Armoracia rusticana P. Gaertn., B. Meyer et Scherb.                                                                | Brassicaceae    | Racine                          | 16. Légumes-racines et tubercules                                  |
| 28                                                  | HH 0749 |                                           | Estragon                                                        | Artemisia dracunculus L.                                                                                           | Asteraceae      | Feuille                         | 27-A. Herbes                                                       |
| 29                                                  | FT 0288 |                                           | Bilimbi                                                         | Averrhoa bilimbi L.                                                                                                | Oxalidaceae     | Fruit                           | 5. Fruits tropicaux et sous-tropicaux divers à peau comestible     |
| 30                                                  | FT 0289 |                                           | Carambole                                                       | Averrhoa carambola L.                                                                                              | Oxalidaceae     | Fruit                           | 5. Fruits tropicaux et sous-tropicaux divers à peau comestible     |
| 31                                                  | SO 0478 |                                           | Moutarde brune, moutarde de l'Inde                              | Brassica juncea (L.) Czernj. et Cosson                                                                             | Brassicaceae    | Graine                          | 23-A. Petites graines oléagineuses                                 |
| 32                                                  | SO 0485 |                                           | Moutarde noire                                                  | Brassica nigra (L.) Koch                                                                                           | Brassicaceae    | Graine                          | 23-A. Petites graines oléagineuses                                 |
| 33                                                  | HS 3314 |                                           | Cumin noir                                                      | Bunium persicum (Boiss.) B. Fedtsch                                                                                | Apiaceae        | Graine, tubercule               | 28-B. Épices (fruit ou baie)                                       |
| 34                                                  | HS 3306 |                                           | Câpre                                                           | Capparis spinosa L.                                                                                                | Capparidaceae   | Bouton floral                   | 28-B. Épices (fruit ou baie)                                       |
| 34                                                  | HS 0773 |                                           | Câpre                                                           | Capparis spinosa L.                                                                                                | Capparidaceae   | Bouton floral                   | 28-E. Épices (bourgeons)                                           |
| 35                                                  | HS 0444 |                                           | Poivrons, piments, paprika                                      | Capsicum annuum L.                                                                                                 | Solanaceae      | Fruit                           | 28-I. Piments forts séchés                                         |
| 36                                                  | HS 0444 |                                           | Piments, poivrons                                               | Capsicum frutescens L.                                                                                             | Solanaceae      | Fruit                           | 28-I. Piments forts séchés                                         |
| 37                                                  | -       |                                           | Châtaigne de terre                                              | Carum bulbocastanum L.                                                                                             | Apiaceae        | Fruit, bulbe                    | -                                                                  |
| 38                                                  | HH 3203 |                                           | Carvi noir, carvi blond                                         | Carum carvi L. | Apiaceae        | Fruit                           | 27-A. Herbes                                                       |
| 38                                                  | HS 0774 |                                           | Carvi noir, carvi blond                                         | Carum carvi L. | Apiaceae        | Fruit                           | 28-B. Épices (fruit ou baie)                                       |
| 39                                                  | HS 3307 |                                           | Cannelle type Chine                                             | Cinnamomum aromaticum Nees syn. Cinnamomum cassia Nees ex Blume                                                    | Lauraceae       | Écorce, feuille                 | 28-B. Épices (fruit ou baie)                                       |
| 39                                                  | HS 0777 |                                           | Cannelle type Chine                                             | Cinnamomum aromaticum Nees syn. Cinnamomum cassia Nees ex Blume                                                    | Lauraceae       | Écorce, feuille                 | 28-C. Épices (écorce)                                              |
| 39                                                  | HS 0776 |                                           | Cannelle type Chine                                             | Cinnamomum aromaticum Nees syn. Cinnamomum cassia Nees ex Blume                                                    | Lauraceae       | Écorce, feuille                 | 28-E. Épices (bourgeons)                                           |
| 40                                                  | HS 0777 |                                           | Cannelle type Indonésie (Padang, Java)                          | Cinnamomum burmannii (Nees et T. Nees) Blume                                                                       | Lauraceae       | Écorce                          | 28-C. Épices (écorce)                                              |
| 41                                                  | HS 3312 |                                           | Cannelle type Viêt-Nam                                          | Cinnamomum loureirii Nees                                                                                          | Lauraceae       | Écorce                          | 28-B. Épices (fruit ou baie)                                       |
| 41                                                  | HS 0777 |                                           | Cannelle type Viêt-Nam                                          | Cinnamomum loureirii Nees                                                                                          | Lauraceae       | Écorce                          | 28-C. Épices (écorce)                                              |
| 42                                                  | HH 3276 |                                           | Cannelle type Inde                                              | Cinnamomum tamala Nees                                                                                             | Lauraceae       | Feuille, écorce                 | 27-B. Feuilles de plantes ligneuses                                |
| 43                                                  | HS 3312 |                                           | Cannelle type Sri Lanka, Seychelles, Madagascar, Inde           | Cinnamomum zeylanicum Blume                                                                                        | Lauraceae       | Écorce, feuille (fruit)         | 28-B. Épices (fruit ou baie)                                       |
| 43                                                  | HS 0777 |                                           | Cannelle type Sri Lanka, Seychelles, Madagascar, Inde           | Cinnamomum zeylanicum Blume                                                                                        | Lauraceae       | Écorce, feuille (fruit)         | 28-C. Épices (écorce)                                              |
| 44                                                  | HH 3209 |                                           | Coriandre                                                       | Coriandrum sativum L.                                                                                              | Apiaceae        | Feuille, fruit (graine, racine) | 27-A. Herbes                                                       |
| 44                                                  | HS 0779 |                                           | Coriandre                                                       | Coriandrum sativum L.                                                                                              | Apiaceae        | Feuille, fruit (graine, racine) | 28-A. Épices (graines)                                             |
| 44                                                  | HS 3313 |                                           | Coriandre                                                       | Coriandrum sativum L.                                                                                              | Apiaceae        | Feuille, fruit (graine, racine) | 28-B. Épices (fruit ou baie)                                       |
| 44                                                  | HS 3366 |                                           | Coriandre                                                       | Coriandrum sativum L.                                                                                              | Apiaceae        | Feuille, fruit (graine, racine) | 28-D. Épices (racine ou rhizome)                                   |
| 45                                                  | HS 3380 |                                           | Safran                                                          | Crocus sativus L.                                                                                                  | Iridaceae       | Stigmate                        | 28-F. Épices (fleurs ou stigmates)                                 |
| 46                                                  | HS 0780 |                                           | Cumin                                                           | Cuminum cyminum L.                                                                                                 | Apiaceae        | Fruit                           | 28-A. Épices (graines)                                             |
| 47                                                  | HS 0794 |                                           | Curcuma                                                         | Curcuma longa L.                                                                                                   | Zingiberaceae   | Rhizome, feuille                | 28-D. Épices (racine ou rhizome)                                   |
| 48                                                  | HH 3233 |                                           | Lemongrass d’Amérique centrale                                  | Cymbopogon citratus (DC.) Stapf                                                                                    | Poaceae         | Feuille                         | 27-A. Herbes                                                       |
| 49                                                  | -       |                                           | Citronnelle type Sri Lanka                                      | Cymbopogon nardus (L.) Rendle                                                                                      | Poaceae         | Feuille                         | -                                                                  |
| 50                                                  | HS 0775 |                                           | Cardamome de Malabar                                            | Elettaria cardamomum (L.) Maton var. minuscula Burk.                                                               | Zingiberaceae   | Fruit, graine                   | 28-B. Épices (fruit ou baie)                                       |
| 51                                                  | HS 0775 | Cardamome sauvage, cardamome du Sri Lanka | Elettaria cardamomum (L.) Maton var. major Thwaites             | Zingiberaceae | Fruit, graine   |                                 | 28-B. Épices (fruit ou baie)                                       |
| 52.1                                                | HS 3361 |                                           | Ase fétide                                                      | Ferula assa-foetida L.                                                                                             | Apiaceae        | Exsudat du rhizome              | 28-D. Épices (racine ou rhizome)                                   |
| 52.2                                                | HS 3361 | Ferula foetida (Bunge) Regel              | Ase fétide                                                      | | Apiaceae        | Exsudat du rhizome              | 28-D. Épices (racine ou rhizome)                                   |
| 52.3                                                | HS 3361 | Ferula narthex Boiss.                     | Ase fétide                                                      | | Apiaceae        | Exsudat du rhizome              | 28-D. Épices (racine ou rhizome)                                   |
| 53 - 54                                             | HH 0731 |                                           | Fenouil                                                         | Foeniculum vulgare Miller                                                                                          | Apiaceae        | Feuille, tige, fruit            | 27-A. Herbes                                                       |
| 53 - 54                                             | HS 0731 |                                           | Fenouil                                                         | Foeniculum vulgare Miller                                                                                          | Apiaceae        | Feuille, tige, fruit            | 28-A. Épices (graines)                                             |
| 55                                                  | HS 3317 |                                           | Garcinia (gambooge)                                             | Garcinia cambogia (Gaertn.) Desr.                                                                                  | Clusiaceae      | Péricarpe du fruit              | 28-B. Épices (fruit ou baie)                                       |
| 56                                                  | FI 2487 |                                           | Garcinia (kokam)                                                | Garcinia indica (Thouars) Choisy                                                                                   | Clusiaceae      | Péricarpe du fruit              | 6. Fruits tropicaux et sous-tropicaux divers à peau non comestible |
| 57                                                  | HH 0733 |                                           | Hysope                                                          | Hyssopus officinalis L.                                                                                            | Lamiaceae       | Feuille                         | 27-A. Herbes                                                       |
| 58                                                  | HS 3327 |                                           | Badiane, anis étoilé                                            | Illicium verum Hook.f.                                                                                             | Illiciaceae     | Fruit                           | 28-B. Épices (fruit ou baie)                                       |
| 59                                                  | HS 0786 |                                           | Genièvre                                                        | Juniperus communis L.                                                                                              | Cupressaceae    | Fruit (baie)                    | 28-B. Épices (fruit ou baie)                                       |
| 60                                                  | HS 0783 |                                           | -                                                               | Kaempferia galanga L.                                                                                              | Zingiberaceae   | Rhizome                         | 28-D. Épices (racine ou rhizome)                                   |
| 61                                                  | HH 0723 |                                           | Laurier d’Apollon, laurier commun, laurier noble, laurier sauce | Laurus nobilis L.                                                                                                  | Lauraceae       | Feuille                         | 27-B. Feuilles de plantes ligneuses                                |
| 62                                                  | HH 0735 |                                           | Livèche                                                         | Levisticum officinale Koch                                                                                         | Apiaceae        | Fruit, feuille                  | 27-A. Herbes                                                       |
| 62                                                  | HS 0735 |                                           | Livèche                                                         | Levisticum officinale Koch                                                                                         | Apiaceae        | Fruit, feuille                  | 28-A. Épices (graines)                                             |
| 62                                                  | HS 3370 |                                           | Livèche                                                         | Levisticum officinale Koch                                                                                         | Apiaceae        | Fruit, feuille                  | 28-D. Épices (racine ou rhizome)                                   |
| 63.1                                                | HH 3245 |                                           | Origan du Mexique                                               | Lippia graveolens Kunth.                                                                                           | Verbenaceae     | Feuille, sommité                | 27-A. Herbes                                                       |
| 63.2                                                | HH 3245 | Lippia berlandieri Schauer                | Origan du Mexique                                               | | Verbenaceae     | Feuille, sommité                | 27-A. Herbes                                                       |
| 64                                                  | FI 0345 |                                           | Mangue (voir amchur)                                            | Mangifera indica L.                                                                                                | Anacardiaceae   | Fruit non mûr (tranche séchée)  | 6. Fruits tropicaux et sous-tropicaux divers à peau non comestible |
| 65                                                  | HH 0721 |                                           | Mélisse                                                         | Melissa officinalis L.                                                                                             | Lamiaceae       | Feuille, sommité                | 27-A. Herbes                                                       |
| 66                                                  | HH 0738 |                                           | Menthe type Japon, Brésil, Chine                                | Mentha arvensis L.                                                                                                 | Lamiaceae       | Feuille, sommité                | 27-A. Herbes                                                       |
| 67                                                  | HH 0738 |                                           | Menthe bergamote                                                | Mentha citrata L.                                                                                                  | Lamiaceae       | Feuille, sommité                | 27-A. Herbes                                                       |
| 68                                                  | HH 0738 |                                           | Menthe poivrée                                                  | Mentha x piperita L.                                                                                               | Lamiaceae       | Feuille, sommité                | 27-A. Herbes                                                       |
| 69                                                  | HH 0738 |                                           | Menthe douce, menthe verte                                      | Mentha spicata L.                                                                                                  | Lamiaceae       | Feuille, sommité                | 27-A. Herbes                                                       |
| 70                                                  | HH 0729 |                                           | Feuille de Murraya                                              | Murraya koenigii (L.) Sprengel                                                                                     | Rutaceae        | Feuille                         | 27-B. Feuilles de plantes ligneuses                                |
| 71                                                  | -       |                                           | Muscade type Papua                                              | Myristica argentea Warb.                                                                                           | Myristicaceae   | Graine (amande)                 | -                                                                  |
| 71                                                  | -       | Macis type Papua                          | Arille                                                          | Myristica argentea Warb.                                                                                           | Myristicaceae   |                                 | -                                                                  |
| 72                                                  | HS 0789 |                                           | Muscade type Indonésie, type Siauw                              | Myristica fragrans Houtt.                                                                                          | Myristicaceae   | Graine (amande)                 | 28-A. Épices (graines)                                             |
| 72                                                  | HS 0788 |                                           | Macis type Indonésie, type Siauw                                | Myristica fragrans Houtt.                                                                                          | Myristicaceae   | Arille                          | 28-G. Épices (arille)                                              |
| 73                                                  | -       |                                           | Nigelle de Damas                                                | Nigella damascena L.                                                                                               | Ranunculaceae   | Graine                          | -                                                                  |
| 74                                                  | HS 3285 |                                           | Nigelle                                                         | Nigella sativa L.                                                                                                  | Ranunculaceae   | Graine                          | 28-A. Épices (graines)                                             |
| 75                                                  | HH 0722 |                                           | Basilic                                                         | Ocimum basilicum L.                                                                                                | Lamiaceae       | Feuille, sommité                | 27-A. Herbes                                                       |
| 75                                                  | HS 0722 |                                           | Basilic                                                         | Ocimum basilicum L.                                                                                                | Lamiaceae       | Feuille, sommité                | 28-A. Épices (graines)                                             |
| 76                                                  | HH 0736 |                                           | Marjolaine                                                      | Origanum majorana L.                                                                                               | Lamiaceae       | Feuille, bouton floral          | 27-A. Herbes                                                       |
| 76                                                  | HS 3300 |                                           | Marjolaine                                                      | Origanum majorana L.                                                                                               | Lamiaceae       | Feuille, bouton floral          | 28-A. Épices (graines)                                             |
| 77                                                  | HH 0736 |                                           | Origan                                                          | Origanum vulgare L.                                                                                                | Lamiaceae       | Feuille, fleur                  | 27-A. Herbes                                                       |
| 77                                                  | HS 3300 |                                           | Origan                                                          | Origanum vulgare L.                                                                                                | Lamiaceae       | Feuille, fleur                  | 28-A. Épices (graines)                                             |
| 78                                                  | HH 3246 |                                           | Pandanus                                                        | Pandanus amaryllifolius Roxb. syn. Pandanus latifolius Hassk. var. minor                                           | Pandanaceae     | Feuille                         | 27-A. Herbes                                                       |
| 79                                                  | SO 0698 |                                           | Pavot à œillette                                                | Papaver somniferum L. var. nigrum                                                                                  | Papaveraceae    | Graine                          | 23-A. Petites graines oléagineuses                                 |
| 80                                                  | HH 0740 |                                           | Persil                                                          | Petroselinum crispum (Miller) Nyman ex A.W. Hill syn. Petroselinum hortense auct. syn. Petroselinum sativum Hoffm. | Apiaceae        | Feuille, racine                 | 27-A. Herbes                                                       |
| 80                                                  | HS 0740 |                                           | Persil                                                          | Petroselinum crispum (Miller) Nyman ex A.W. Hill syn. Petroselinum hortense auct. syn. Petroselinum sativum Hoffm. | Apiaceae        | Feuille, racine                 | 28-A. Épices (graines)                                             |
| 81                                                  | HS 0792 |                                           | Piment dit « de la Jamaïque »                                   | Pimenta dioica (L.) Merr.                                                                                          | Myrtaceae       | Fruit immature, feuille         | 28-B. Épices (fruit ou baie)                                       |
| 82                                                  | -       |                                           | Bay                                                             | Pimenta racemosa (Miller) J. Moore                                                                                 | Myrtaceae       | Fruit, feuille                  | -                                                                  |
| 83                                                  | HH 3191 |                                           | Anis vert                                                       | Pimpinella anisum L.                                                                                               | Apiaceae        | Fruit                           | 27-A. Herbes                                                       |
| 83                                                  | HS 0771 |                                           | Anis vert                                                       | Pimpinella anisum L.                                                                                               | Apiaceae        | Fruit                           | 28-A. Épices (graines)                                             |
| 84                                                  | HS 3331 |                                           | Poivre des Achantis                                             | Piper guineense Schumann et Thonn. L.                                                                              | Piperaceae      | Fruit                           | 28-B. Épices (fruit ou baie)                                       |
| 85                                                  | HS 0791 |                                           | Poivre long                                                     | Piper longum L. | Piperaceae      | Fruit                           | 28-B. Épices (fruit ou baie)                                       |
| 86                                                  | HS 0790 |                                           | Poivre noir, poivre blanc, poivre vert                          | Piper nigrum L. | Piperaceae      | Fruit                           | 28-B. Épices (fruit ou baie)                                       |
| 87                                                  | FI 0355 |                                           | Grenade                                                         | Punica granatum L.                                                                                                 | Punicaceae      | Graine (séchée avec la chair)   | 6. Fruits tropicaux et sous-tropicaux divers à peau non comestible |
| 88                                                  | HH 0741 |                                           | Romarin                                                         | Rosmarinus officinalis L.                                                                                          | Lamiaceae       | Sommité, feuille                | 27-A. Herbes                                                       |
| 89                                                  | HH 0743 |                                           | Sauge officinale                                                | Salvia officinalis L.                                                                                              | Lamiaceae       | Sommité, feuille                | 27-A. Herbes                                                       |
| 90                                                  | HH 0745 |                                           | Sarriette des jardins                                           | Satureja hortensis L.                                                                                              | Lamiaceae       | Sommité, feuille                | 27-A. Herbes                                                       |
| 91                                                  | HH 0745 |                                           | Sarriette des montagnes                                         | Satureja montana L.                                                                                                | Lamiaceae       | Feuille, rameau                 | 27-A. Herbes                                                       |
| 92                                                  | HS 3325 |                                           | Baies roses, faux poivrier, poivrier de l'Amérique              | Schinus molle L.                                                                                                   | Anacardiaceae   | Fruit                           | 28-B. Épices (fruit ou baie)                                       |
| 93                                                  | HS 3325 |                                           | Poivre du Brésil                                                | Schinus terebinthifolius Radde                                                                                     | Anacardiaceae   | Fruit                           | 28-B. Épices (fruit ou baie)                                       |
| 94                                                  | SO 0700 |                                           | Sésame                                                          | Sesamum indicum L.                                                                                                 | Pedaliaceae     | Graine                          | 23-A. Petites graines oléagineuses                                 |
| 95                                                  | SO 0485 |                                           | Moutarde blanche                                                | Sinapis alba L. | Brassicaceae    | Graine                          | 23-A. Petites graines oléagineuses                                 |
| 96                                                  | HS 0778 |                                           | Clou de girofle                                                 | Syzygium aromaticum (L.) Merr. et Perry syn. Eugenia caryophyllus (Sprengel) Bullock et S. Harrison                | Myrtaceae       | Bouton floral                   | 28-E. Épices (bourgeons)                                           |
| 97                                                  | HS 0369 |                                           | Tamarin                                                         | Tamarindus indica L.                                                                                               | Fabaceae        | Fruit                           | 28-B. Épices (fruit ou baie)                                       |
| 98                                                  | HH 0750 |                                           | Serpolet                                                        | Thymus serpyllum L.                                                                                                | Lamiaceae       | Sommité, feuille                | 27-A. Herbes                                                       |
| 99                                                  | HH 0750 |                                           | Thym, thym commun                                               | Thymus vulgaris L.                                                                                                 | Lamiaceae       | Sommité, feuille                | 27-A. Herbes                                                       |
| 100                                                 | HS 3281 |                                           | Ajowan                                                          | Trachyspermum ammi (L.) Sprague                                                                                    | Apiaceae        | Fruit                           | 28-A. Épices (graines)                                             |
| 101                                                 | HH 3219 |                                           | Fenugrec                                                        | Trigonella foenum-graecum L.                                                                                       | Fabaceae        | Graine, feuille                 | 27-A. Herbes                                                       |
| 101                                                 | HS 0782 |                                           | Fenugrec                                                        | Trigonella foenum-graecum L.                                                                                       | Fabaceae        | Graine, feuille                 | 28-A. Épices (graines)                                             |
| 102                                                 | HS 0795 |                                           | Vanille Bourbon, Vanille Indonésie, Vanille Mexique             | Vanilla planifolia Andrews syn. Vanilla fragrans (Salisb.) Ames                                                    | Orchidaceae     | Fruit (gousse)                  | 28-B. Épices (fruit ou baie)                                       |
| 103                                                 | HS 0795 |                                           | Vanille Tahiti                                                  | Vanilla tahitensis J. Moore                                                                                        | Orchidaceae     | Fruit (gousse)                  | 28-B. Épices (fruit ou baie)                                       |
| 104                                                 | HS 0795 |                                           | Vanillon des Antilles                                           | Vanilla pompona Schiede                                                                                            | Orchidaceae     | Fruit (gousse)                  | 28-B. Épices (fruit ou baie)                                       |
| 105                                                 | HS 3319 |                                           | Poivre de Guinée, kani                                          | Xylopia aethiopica (Dunal) A. Rich                                                                                 | Annonaceae      | Fruit                           | 28-B. Épices (fruit ou baie)                                       |
| 106                                                 | HS 3323 |                                           | Poivre de Sechuang, poivre de Chine                             | Zanthoxylum bungei Planch. syn. Zanthoxylum bungeanum Maxim.                                                       | Rutaceae        | Fruit                           | 28-B. Épices (fruit ou baie)                                       |
| 107                                                 | -       |                                           | Poivre de Chine, poivre de l'Himalaya                           | Zanthoxylum acanthopodium DC.                                                                                      | Rutaceae        | Fruit                           | -                                                                  |
| 108                                                 | HH 3266 |                                           | Poivre du Japon                                                 | Zanthoxylum piperitum DC.                                                                                          | Rutaceae        | Fruit                           | 27-B. Feuilles de plantes ligneuses                                |
| 108                                                 | HS 3323 |                                           | Poivre du Japon                                                 | Zanthoxylum piperitum DC.                                                                                          | Rutaceae        | Fruit                           | 28-B. Épices (fruit ou baie)                                       |
| 109                                                 | HS 0784 |                                           | Gingembre                                                       | Zingiber officinale Roscoe                                                                                         | Zingiberaceae   | Rhizome                         | 28-D. Épices (racine ou rhizome)                                   |
| Autres herbes condimentaires signalées par le Codex |         |                                           |                                                                 | |                 |                                 |                                                                    |
| -                                                   | HH 3190 |                                           | Aigremoine                                                      | Agrimonia eupatoria L.                                                                                             | Rosaceae        | Feuille, sommité                | 27-A. Herbes                                                       |
| -                                                   | HH 3193 |                                           | Herbe sucrée des Aztèques                                       | Lippia dulcis (L.) Roxb.                                                                                           | Verbenaceae     | Feuille, sommité                | 27-A. Herbes                                                       |
| -                                                   | HH 3196 |                                           | Herbe à bison                                                   | Anthoxanthum nitens (Weber) Y. Schouten & Veldkamp                                                                 | Poaceae         | Feuille                         | 27-A. Herbes                                                       |
| -                                                   | HH 3197 |                                           | Grande mauve                                                    | Malva sylvestris L.                                                                                                | Malvaceae       | Feuille, plante entière         | 27-A. Herbes                                                       |
| -                                                   | HH 0724 |                                           | Bourrache                                                       | Borago officinalis L.                                                                                              | Boraginaceae    | Feuille, fleur                  | 27-A. Herbes                                                       |
| -                                                   | HH 0724 |                                           | Bourrache indienne                                              | Plectranthus amboinicus (Lour.) Spreng.                                                                            | Lamiaceae       | Feuille, sommité                | 27-A. Herbes                                                       |
| -                                                   | HH 0725 |                                           | Pimprenelle                                                     | Sanguisorba minor Scop.                                                                                            | Rosaceae        | Feuille                         | 27-A. Herbes                                                       |
| -                                                   | HH 0725 |                                           | Grande pimprenelle                                              | Sanguisorba officinalis L.                                                                                         | Rosaceae        | Feuille                         | 27-A. Herbes                                                       |
| -                                                   | HH 3200 |                                           | Calament à grandes fleurs                                       | Calamintha grandiflora (L.) Moench                                                                                 | Lamiaceae       | Feuille, sommité                | 27-A. Herbes                                                       |
| -                                                   | HH 3200 |                                           | Calament népéta                                                 | Calamintha nepeta (L.) Savi                                                                                        | Lamiaceae       | Feuille, sommité                | 27-A. Herbes                                                       |
| -                                                   | HH 3208 |                                           | Gattilier                                                       | Vitex agnus-castus L.                                                                                              | Verbenaceae     | Feuille, sommité, fruit         | 27-A. Herbes                                                       |
| -                                                   | HH 3210 |                                           | Coriandre bolivienne                                            | Porophyllum ruderale (Jacq.) Cass.                                                                                 | Asteraceae      | Feuille                         | 27-A. Herbes                                                       |
| -                                                   | HH 3211 |                                           | Coriandre vietnamienne                                          | Persicaria odorata (Lour.) Sojak.                                                                                  | Polygonaceae    | Feuille                         | 27-A. Herbes                                                       |
| -                                                   | HH 0748 |                                           | Menthe-coq                                                      | Tanacetum balsamita L.                                                                                             | Asteraceae      | Feuille                         | 27-A. Herbes                                                       |
| -                                                   | HH 3212 |                                           | -                                                               | Marsilea crenata C. Presl.                                                                                         | Marsileaceae    | Feuille                         | 27-A. Herbes                                                       |
| -                                                   | HH 3213 |                                           | Panicaut fétide                                                 | Eryngium foetidum L.                                                                                               | Apiaceae        | Feuille, graine                 | 27-A. Herbes                                                       |
| -                                                   | HH 3214 |                                           | Plante de curry                                                 | Helichrysum italicum (Roth.) G. Don                                                                                | Asteraceae      | Feuille, sommité                | 27-A. Herbes                                                       |
| -                                                   | HH 3215 |                                           | Dokudami                                                        | Houttuynia cordata Thunb.                                                                                          | Saururaceae     | Feuille                         | 27-A. Herbes                                                       |
| -                                                   | HH 3216 |                                           | Épazote                                                         | Dysphania ambrosioides (L.) Mosyakin & Clemants                                                                    | Chenopodiaceae  | Feuille                         | 27-A. Herbes                                                       |
| -                                                   | HH 3217 |                                           | Onagre bisannuelle                                              | Oenothera biennis L.                                                                                               | Onagraceae      | Feuille                         | 27-A. Herbes                                                       |
| -                                                   | HH 3221 |                                           | Tabouret des champs                                             | Thlaspi arvense L.                                                                                                 | Brassicaceae    | Feuille                         | 27-A. Herbes                                                       |
| -                                                   | HH 3223 |                                           | Gambir                                                          | Uncaria gambir (W. Hunter) Roxb.                                                                                   | Rubiaceae       | Feuille                         | 27-A. Herbes                                                       |
| -                                                   | HH 3225 |                                           | Germandrée dorée                                                | Teucrium polium L.                                                                                                 | Lamiaceae       | Feuille                         | 27-A. Herbes                                                       |
| -                                                   | HH 3229 |                                           | Cryptoténie du Canada                                           | Cryptotaenia canadensis (L.) DC.                                                                                   | Apiaceae        | Feuille                         | 27-A. Herbes                                                       |
| -                                                   | HH 0732 |                                           | Marrube blanc                                                   | Marrubium vulgare L.                                                                                               | Lamiaceae       | Feuille                         | 27-A. Herbes                                                       |
| -                                                   | HH 3230 |                                           | Hysope anisée                                                   | Agastache foeniculum (Pursh) Kuntze                                                                                | Lamiaceae       | Feuille                         | 27-A. Herbes                                                       |
| -                                                   | HH 3231 |                                           | Jasmin                                                          | Jasminum officinale L.                                                                                             | Oleaceae        | Feuille                         | 27-A. Herbes                                                       |
| -                                                   | HH 3232 |                                           | Thé du Labrador                                                 | Rhododendron groenlandicum (Oeder) Kron & Judd                                                                     | Ericaceae       | Feuille                         | 27-A. Herbes                                                       |
| -                                                   | HH 3232 | Rhododendron tomentosum Harmaja           | Thé du Labrador                                                 | | Ericaceae       | Feuille                         | 27-A. Herbes                                                       |
| -                                                   | HH 0734 |                                           | Lavande                                                         | Lavandula angustifolia Mill.                                                                                       | Lamiaceae       | Feuille, sommité                | 27-A. Herbes                                                       |
| -                                                   | HH 3234 |                                           | Sariette citronnelle                                            | Micromeria biflora (Buch.-Ham. ex D.Don.) Benth.                                                                   | Lamiaceae       | Feuille, sommité                | 27-A. Herbes                                                       |
| -                                                   | HH 3236 |                                           | Guimauve officinale                                             | Althaea officinalis L.                                                                                             | Malvaceae       | Feuille                         | 27-A. Herbes                                                       |
| -                                                   | HH 3237 |                                           | Reine-des-prés                                                  | Filipendula ulmaria (L.) Maxim.                                                                                    | Rosaceae        | Feuille                         | 27-A. Herbes                                                       |
| -                                                   | HH 3238 |                                           | Menthe coréenne                                                 | Agastache rugosa (Fisch. & C.A. Mey) Kuntze                                                                        | Lamiaceae       | Feuille                         | 27-A. Herbes                                                       |
| -                                                   | HH 3239 |                                           | Mioga                                                           | Zingiber mioga (Thunb.) Roscoe                                                                                     | Zingiberaceae   | Jeune pousse, bourgeon de fleur | 27-A. Herbes                                                       |
| -                                                   | HH 3240 |                                           | Monarde                                                         | Monarda didyma L.                                                                                                  | Lamiaceae       | Feuille                         | 27-A. Herbes                                                       |
| -                                                   | HH 3240 | Monarda fistulosa L.                      | Monarde                                                         | | Lamiaceae       | Feuille                         | 27-A. Herbes                                                       |
| -                                                   | HH 3240 | Monarda punctata L.                       | Monarde                                                         | | Lamiaceae       | Feuille                         | 27-A. Herbes                                                       |
| -                                                   | HH 3244 |                                           | Ortie                                                           | Urtica dioica L.                                                                                                   | Urticaceae      | Feuille                         | 27-A. Herbes                                                       |
| -                                                   | HH 3248 |                                           | Gotu Kola                                                       | Centella asiatica (L.) Urb.                                                                                        | Apiaceae        | Feuille                         | 27-A. Herbes                                                       |
| -                                                   | HH 3249 |                                           | Pérille                                                         | Perilla frutescens (L.) Britton                                                                                    | Lamiaceae       | Feuille                         | 27-A. Herbes                                                       |
| -                                                   | HH 3251 |                                           | Limnophile aromatique                                           | Limnophila chinensis (Osbeck) Merr. syn. Limnophila aromatica (Lam.) Merr.                                         | Plantaginaceae  | Feuille                         | 27-A. Herbes                                                       |
| -                                                   | HH 3252 |                                           | Santoline                                                       | Santolina rosmarinifolia L.                                                                                        | Asteraceae      | Feuille                         | 27-A. Herbes                                                       |
| -                                                   | HH 0746 |                                           | Oseille commune                                                 | Rumex acetosa L.                                                                                                   | Polygonaceae    | Feuille                         | 27-A. Herbes                                                       |
| -                                                   | HH 0754 |                                           | Aurone                                                          | Artemisia abrotanum L.                                                                                             | Asteraceae      | Feuille                         | 27-A. Herbes                                                       |
| -                                                   | HH 3253 |                                           | Chanvre d’eau                                                   | Stevia rebaudiana (Bertoni) Bertoni                                                                                | Asteraceae      | Feuille                         | 27-A. Herbes                                                       |
| -                                                   | HH 0747 |                                           | Cerfeuil musqué                                                 | Myrrhis odorata (L.) Scop.                                                                                         | Scandiceae      | Feuille                         | 27-A. Herbes                                                       |
| -                                                   | HH 3254 |                                           | Acajou de Chine                                                 | Toona sinensis (A. Juss.) M. Roem.                                                                                 | Meliaceae       | Jeune feuille                   | 27-A. Herbes                                                       |
| -                                                   | HH 3255 |                                           | Véronique officinale                                            | Veronica officinalis L.                                                                                            | Plantaginaceae  | Feuille                         | 27-A. Herbes                                                       |
| -                                                   | HH 3256 |                                           | Wasabi                                                          | Eutrema japonicum (Miq.) Koidz.                                                                                    | Brassicaceae    | Tige, feuille                   | 27-A. Herbes                                                       |
| -                                                   | HH 3257 |                                           | Renouée poivre d'eau                                            | Persicaria hydropiper (L.) Delabre                                                                                 | Polygonaceae    | Feuille                         | 27-A. Herbes                                                       |
| -                                                   | HH 3258 |                                           | Bétel sauvage                                                   | Piper sarmentosum Roxb.                                                                                            | Piperaceae      | Feuille                         | 27-A. Herbes                                                       |
| -                                                   | HH 0751 |                                           | Barbarée vulgaire                                               | Barbarea vulgaris W.T. Aiton.                                                                                      | Brassicaceae    | Feuille                         | 27-A. Herbes                                                       |
| -                                                   | HH 0751 |                                           | Cresson de terre                                                | Barbarea verna (Mill.) Asch.                                                                                       | Brassicaceae    | Feuille                         | 27-A. Herbes                                                       |
| -                                                   | HH 0752 |                                           | Gaulthérie couchée                                              | Gaultheria procumbens L.                                                                                           | Ericaceae       | Feuille                         | 27-A. Herbes                                                       |
| -                                                   | HH 3259 |                                           | Achillée millefeuille                                           | Achillea millefolium L.                                                                                            | Asteraceae      | Feuille                         | 27-A. Herbes                                                       |
| -                                                   | HH 3261 |                                           | Herbe sacrée                                                    | Eriodictyon californicum (Hook. & Arn.) Torr.                                                                      | Hydrophyllaceae | Feuille                         | 27-A. Herbes                                                       |
| -                                                   | HH 3262 |                                           | Yomogi                                                          | Artemisia princeps L.                                                                                              | Asteraceae      | Feuille                         | 27-A. Herbes                                                       |
|                                                     |         |                                           |                                                                 | |                 |                                 |                                                                    |
| -                                                   | HH 3263 |                                           | Myrrhe anisée                                                   | Syzygium anisatum (Vickery) Craven & Biffen                                                                        | Myrtaceae       | Feuille                         | 27-B. Feuilles de plantes ligneuses                                |
| -                                                   | HH 3264 |                                           | Boldo                                                           | Peumus boldus Molina                                                                                               | Monimiaceae     | Feuille                         | 27-B. Feuilles de plantes ligneuses                                |
| -                                                   | HH 3265 |                                           | Damiana                                                         | Turnera diffusa Willd.                                                                                             | Passifloraceae  | Feuille                         | 27-B. Feuilles de plantes ligneuses                                |
| -                                                   | HH 3268 |                                           | Myrte citronné                                                  | Backhousia citriodora F. Muell.                                                                                    | Myrtaceae       | Feuille                         | 27-B. Feuilles de plantes ligneuses                                |
| -                                                   | HH 3269 |                                           | Tilleul                                                         | Tilia americana L.                                                                                                 | Tiliaceae       | Feuille                         | 27-B. Feuilles de plantes ligneuses                                |
| -                                                   | HH 3270 |                                           | Mûrier                                                          | Morus spp. | Moraceae        | Feuille                         | 27-B. Feuilles de plantes ligneuses                                |
| -                                                   | HH 3271 |                                           | Myrte commun                                                    | Myrtus communis L.                                                                                                 | Myrtaceae       | Feuille                         | 27-B. Feuilles de plantes ligneuses                                |
| -                                                   | HH 3272 |                                           | Menthe d'Australie                                              | Prostanthera rotundifolia R.Br.                                                                                    | Lamiaceae       | Feuille                         | 27-B. Feuilles de plantes ligneuses                                |
| -                                                   | HH 0742 |                                           | Rue                                                             | Ruta graveolens L.                                                                                                 | Rutaceae        | Feuille                         | 27-B. Feuilles de plantes ligneuses                                |
| -                                                   | HH 0742 |                                           | Cassia du Siam                                                  | Senna siamea (Lam.) H. S. Irwin & Barneby                                                                          | Fabaceae        | Feuille                         | 27-B. Feuilles de plantes ligneuses                                |
| -                                                   | HH 0744 |                                           | Sassafras                                                       | Sassafras albidum (Nutt.) Nees                                                                                     | Lauraceae       | Feuille                         | 27-B. Feuilles de plantes ligneuses                                |
|                                                     |         |                                           |                                                                 | |                 |                                 |                                                                    |
| -                                                   | HH 3235 |                                           | Souci                                                           | Calendula officinalis L.                                                                                           | Asteraceae      | Fleur, feuille                  | 27-C. Fleurs comestibles                                           |
| -                                                   | HH 3278 |                                           | Courgette                                                       | Cucurbita pepo L.                                                                                                  | Cucurbitaceae   | Fleur                           | 27-C. Fleurs comestibles                                           |
| -                                                   | HH 3279 |                                           | Lis d’un jour                                                   | Hemerocallis sp.                                                                                                   | Liliaceae       | Fleur                           | 27-C. Fleurs comestibles                                           |
| -                                                   | HH 3280 |                                           | Pâquerette                                                      | Bellis perennis L.                                                                                                 | Asteraceae      | Fleur                           | 27-C. Fleurs comestibles                                           |
| -                                                   | HH 3281 |                                           | Géranium                                                        | Pelargonium crispum (P.J.Bergius) L’Her.                                                                           | Geraniaceae     | Fleur, feuille                  | 27-C. Fleurs comestibles                                           |
| -                                                   | HH 3281 | Pelargonium graveolens L’Her.             | Géranium                                                        | | Geraniaceae     | Fleur, feuille                  | 27-C. Fleurs comestibles                                           |
| -                                                   | HH 0737 |                                           | Tagète                                                          | Tagetes minuta L.                                                                                                  | Asteraceae      | Fleur, feuille                  | 27-C. Fleurs comestibles                                           |
| -                                                   | HH 0737 | Tagetes tenuifolia Cav.                   | Tagète                                                          | | Asteraceae      | Fleur, feuille                  | 27-C. Fleurs comestibles                                           |
| -                                                   | HH 3282 |                                           | Capucine                                                        | Tropaeolum majus L.                                                                                                | Tropaeolaceae   | Fleur, feuille                  | 27-C. Fleurs comestibles                                           |
| -                                                   | HH 3282 | Tropaeolum minus L.                       | Capucine                                                        | | Tropaeolaceae   | Fleur, feuille                  | 27-C. Fleurs comestibles                                           |
| -                                                   | HH 3283 |                                           | Violette                                                        | Viola odorata L.                                                                                                   | Violaceae       | Fleur                           | 27-C. Fleurs comestibles                                           |
| -                                                   | HH 3283 | Viola tricolor L.                         | Violette                                                        | | Violaceae       | Fleur                           | 27-C. Fleurs comestibles                                           |
| Autres épices signalées par le Codex                |         |                                           |                                                                 | |                 |                                 |                                                                    |
| -                                                   | HS 3280 |                                           | Roucou                                                          | Bixa orellana L.                                                                                                   | Bixaceae        | Graine                          | 28-A. Épices (graines)                                             |
| -                                                   | HS 3282 |                                           | Ambrette                                                        | Abelmoschus moschatus Medik.                                                                                       | Malvaceae       | Graine                          | 28-A. Épices (graines)                                             |
| -                                                   | HS 3284 |                                           | Nigelle des champs                                              | Nigella arvensis L.                                                                                                | Ranunculaceae   | Graine                          | 28-A. Épices (graines)                                             |
| -                                                   | HS 3286 |                                           | Fausse noix de muscade                                          | Monodora myristica (Gaertn.) Dunal                                                                                 | Annonaceae      | Graine                          | 28-A. Épices (graines)                                             |
| -                                                   | HS 3287 |                                           | Bancoulier                                                      | Aleurites moluccanus (L.) Willd.                                                                                   | Euphorbiaceae   | Graine                          | 28-A. Épices (graines)                                             |
| -                                                   | HS 3288 |                                           | Dartrier                                                        | Senna alata (L.) Roxb.                                                                                             | Caesalpiniaceae | Graine                          | 28-A. Épices (graines)                                             |
| -                                                   | HS 3290 |                                           | Torreya                                                         | Torreya grandis Fortune                                                                                            | Taxaceae        | Graine                          | 28-A. Épices (graines)                                             |
| -                                                   | HS 3296 |                                           | Guarana                                                         | Paullinia cupana Kunt                                                                                              | Sapindaceae     | Graine                          | 28-A. Épices (graines)                                             |
| -                                                   | HS 3298 |                                           | Mahaleb                                                         | Prunus mahaleb L.                                                                                                  | Rosaceae        | Graine                          | 28-A. Épices (graines)                                             |
| -                                                   | HS 3301 |                                           | Chardon-Marie                                                   | Silybum marianum (L.) Gaertn.                                                                                      | Asteraceae      | Graine                          | 28-A. Épices (graines)                                             |
| -                                                   | HS 3302 |                                           | -                                                               | Acacia victoriae Bent.                                                                                             | Mimosaceae      | Graine                          | 28-A. Épices (graines)                                             |
|                                                     |         |                                           |                                                                 | |                 |                                 |                                                                    |
| -                                                   | HS 3304 |                                           | Ashwagandha                                                     | Withania somnifera (L.) Dunal                                                                                      | Solanaceae      | Fruit                           | 28-B. Épices (fruit ou baie)                                       |
| -                                                   | HS 3305 |                                           | Badamier                                                        | Terminalia bellirica (Gaertn.) Roxb.                                                                               | Combretaceae    | Fruit                           | 28-B. Épices (fruit ou baie)                                       |
| -                                                   | HS 0775 |                                           | -                                                               | Amomum villosum Lour.                                                                                              | Zingiberaceae   | Fruit                           | 28-B. Épices (fruit ou baie)                                       |
| -                                                   | HS 3308 |                                           | Troène de Chine                                                 | Vitex negundo L.                                                                                                   | Verbenaceae     | Fruit, racine                   | 28-B. Épices (fruit ou baie)                                       |
| -                                                   | HS 3309 |                                           | Cornouiller officinal                                           | Cornus officinalis Sieb. & Zucc.                                                                                   | Cornaceae       | Fruit                           | 28-B. Épices (fruit ou baie)                                       |
| -                                                   | HS 3310 |                                           | Aubépine chinoise                                               | Crataegus pinnatifida Bunge                                                                                        | Rosaceae        | Fruit                           | 28-B. Épices (fruit ou baie)                                       |
| -                                                   | HS 3315 |                                           | Poivre Dorrigo                                                  | Tasmannia stipitata (Vick.) A.C. Smith                                                                             | Winteraceae     | Fruit, feuille                  | 28-B. Épices (fruit ou baie)                                       |
| -                                                   | HS 3316 |                                           | Eucalyptus                                                      | Eucalyptus spp. | Myrtaceae       | Fruit, écorce                   | 28-B. Épices (fruit ou baie)                                       |
| -                                                   | HS 3318 |                                           | Gardénia                                                        | Gardenia jasminoides J.Ellis                                                                                       | Rubiaceae       | Fruit                           | 28-B. Épices (fruit ou baie)                                       |
| -                                                   | HS 3320 |                                           | Luo han guo                                                     | Siraitia grosvenorii (Swingle) C. Jeffry ex. A.M. Lu & Zhi Y. Zhang                                                | Cucurbitaceae   | Fruit                           | 28-B. Épices (fruit ou baie)                                       |
| -                                                   | HS 3321 |                                           | Fruit miracle                                                   | Synsepalum dulcificum (Scumach. & Thonn.) Daniell                                                                  | Sapotaceae      | Fruit                           | 28-B. Épices (fruit ou baie)                                       |
| -                                                   | HS 3322 |                                           | Cubèbe                                                          | Piper cubeba L. f.                                                                                                 | Piperaceae      | Fruit                           | 28-B. Épices (fruit ou baie)                                       |
| -                                                   | HS 3323 |                                           | Poivre du Sichuan                                               | Zanthoxylum schinifolium Siebold & Zucc.                                                                           | Rutaceae        | Fruit                           | 28-B. Épices (fruit ou baie)                                       |
| -                                                   | HS 3323 | Zanthoxylum simulans Hance                | Poivre du Sichuan                                               | | Rutaceae        | Fruit                           | 28-B. Épices (fruit ou baie)                                       |
| -                                                   | HS 3324 |                                           | Poivre de Tasmanie                                              | Tasmannia lanceolata (Poir.) A.C. Sm                                                                               | Winteraceae     | Fruit, feuille                  | 28-B. Épices (fruit ou baie)                                       |
| -                                                   | HS 3326 |                                           | Santal rouge                                                    | Pterocarpus santalinus L. f.                                                                                       | Fabaceae        | Fruit                           | 28-B. Épices (fruit ou baie)                                       |
| -                                                   | HS 3328 |                                           | Sumac des corroyeurs                                            | Rhus coriaria L.                                                                                                   | Anacardiaceae   | Fruit                           | 28-B. Épices (fruit ou baie)                                       |
| -                                                   | HS 0370 |                                           | Fève tonka                                                      | Dipteryx odorata (Aubl.) Willd.                                                                                    | Fabaceae        | Fruit                           | 28-B. Épices (fruit ou baie)                                       |
| -                                                   | HS 3330 |                                           | Uzazi                                                           | Zanthoxylum gilletii (De Wild.) P.G.Waterman                                                                       | Rutaceae        | Fruit                           | 28-B. Épices (fruit ou baie)                                       |
|                                                     |         |                                           |                                                                 | |                 |                                 |                                                                    |
| -                                                   | HS 3332 |                                           | Angostura                                                       | Angostura trifoliata (Willd.) T. S. Elias                                                                          | Rutaceae        | Écorce                          | 28-C. Épices (écorce)                                              |
| -                                                   | HS 3333 |                                           | -                                                               | Canella winterana (L.) Gaertn.                                                                                     | Canellaceae     | Écorce                          | 28-C. Épices (écorce)                                              |
| -                                                   | HS 3334 |                                           | Cascara                                                         | Frangula purshiana (DC.) A. Gray                                                                                   | Rhamnaceae      | Écorce                          | 28-C. Épices (écorce)                                              |
| -                                                   | HS 3335 |                                           | Cachoutier                                                      | Senegalia catechu (L. f.) P. J. H. Hurter & Mabb.                                                                  | Fabaceae        | Extrait du bois                 | 28-C. Épices (écorce)                                              |
| -                                                   | HS 3336 |                                           | Copaïba                                                         | Copaifera officinalis (Jacq.) L.                                                                                   | Caesalpiniaceae | Oléorésine                      | 28-C. Épices (écorce)                                              |
| -                                                   | HS 3338 |                                           | Eucommina                                                       | Eucommia ulmoides Oliv.                                                                                            | Eucommiaceae    | Écorce                          | 28-C. Épices (écorce)                                              |
| -                                                   | HS 3339 |                                           | Encens                                                          | Boswellia sacra Flueck.                                                                                            | Burseraceae     | Gomme-résine                    | 28-C. Épices (écorce)                                              |
| -                                                   | HS 3339 | Boswellia serrata Roxb. ex Colebr.        | Encens                                                          | | Burseraceae     | Gomme-résine                    | 28-C. Épices (écorce)                                              |
| -                                                   | HS 3340 |                                           | Galbanum                                                        | Ferula gummosa Boiss.                                                                                              | Apiaceae        | Gomme-résine                    | 28-C. Épices (écorce)                                              |
| -                                                   | HS 3341 |                                           | Gaïac                                                           | Guaiacum officinale L.                                                                                             | Zygophyllaceae  | Résine                          | 28-C. Épices (écorce)                                              |
| -                                                   | HS 3342 |                                           | Guggul                                                          | Commiphora wightii (Arn.) Bhandari                                                                                 | Burseraceae     | Résine                          | 28-C. Épices (écorce)                                              |
| -                                                   | HS 3343 |                                           | Gomme arabique                                                  | Senegalia senegal (L.) Britton                                                                                     | Fabaceae        | Gomme                           | 28-C. Épices (écorce)                                              |
| -                                                   | HS 3344 |                                           | Gomme ghatti                                                    | Anogeissus latifolia (Roxb. ex DC.) Wall. ex Guill. & Perr.                                                        | Combretaceae    | Gomme                           | 28-C. Épices (écorce)                                              |
| -                                                   | HS 3345 |                                           | Gomme karaya                                                    | Sterculia urens Roxb.                                                                                              | Sterculiaceae   | Gomme                           | 28-C. Épices (écorce)                                              |
| -                                                   | HS 3346 |                                           | Gomme adragante                                                 | Astragalus gummifer Labill.                                                                                        | Fabaceae        | Gomme                           | 28-C. Épices (écorce)                                              |
| -                                                   | HS 3347 |                                           | Aubépine noire                                                  | Viburnum prunifolium L.                                                                                            | Adoxaceae       | Écorce                          | 28-C. Épices (écorce)                                              |
| -                                                   | HS 3348 |                                           | Magnolia                                                        | Magnolia officinalis Rehder & E. H. Wilson                                                                         | Magnoliaceae    | Écorce                          | 28-C. Épices (écorce)                                              |
| -                                                   | HS 3349 |                                           | Mastic                                                          | Pistacia lentiscus L.                                                                                              | Anacardiaceae   | Résine                          | 28-C. Épices (écorce)                                              |
| -                                                   | HS 3350 |                                           | Myrrhe                                                          | Commiphora myrrha (Nees) Engl.                                                                                     | Burseraceae     | Gomme-résine                    | 28-C. Épices (écorce)                                              |
| -                                                   | HS 3350 | Commiphora africana (A. Rich.) Engl.      | Myrrhe                                                          | | Burseraceae     | Gomme-résine                    | 28-C. Épices (écorce)                                              |
| -                                                   | HS 3350 | Commiphora kataf (Forssk.) Engl           | Myrrhe                                                          | | Burseraceae     | Gomme-résine                    | 28-C. Épices (écorce)                                              |
| -                                                   | HS 3352 |                                           | Pin maritime                                                    | Pinus pinaster Aiton                                                                                               | Pinaceae        | Écorce                          | 28-C. Épices (écorce)                                              |
| -                                                   | HS 3353 |                                           | Prunier d'Afrique                                               | Prunus africana (Hook.f.) Kalkman                                                                                  | Rosaceae        | Écorce                          | 28-C. Épices (écorce)                                              |
| -                                                   | HS 3354 |                                           | Quassia                                                         | Quassia amara L.                                                                                                   | Simaroubaceae   | Écorce                          | 28-C. Épices (écorce)                                              |
| -                                                   | HS 3355 |                                           | Quebracho                                                       | Aspidosperma quebracho-blanco Schltdl.                                                                             | Apocynaceae     | Écorce                          | 28-C. Épices (écorce)                                              |
| -                                                   | HS 3356 |                                           | Quillaja                                                        | Quillaja saponaria Molina                                                                                          | Quillajaceae    | Écorce                          | 28-C. Épices (écorce)                                              |
| -                                                   | HS 3357 |                                           | Quinquina                                                       | Cinchona pubescens Vahkl                                                                                           | Rubiaceae       | Écorce                          | 28-C. Épices (écorce)                                              |
| -                                                   | HS 3357 | Cinchona officinalis L.                   | Quinquina                                                       | | Rubiaceae       | Écorce                          | 28-C. Épices (écorce)                                              |
| -                                                   | HS 3358 |                                           | Simarouba                                                       | Simarouba amara Aubl.                                                                                              | Simaroubaceae   | Écorce                          | 28-C. Épices (écorce)                                              |
| -                                                   | HS 3359 |                                           | Orme rouge                                                      | Ulmus rubra Muhl.                                                                                                  | Ulmaceae        | Écorce                          | 28-C. Épices (écorce)                                              |
|                                                     |         |                                           |                                                                 | |                 |                                 |                                                                    |
| -                                                   | HS 3362 |                                           | Bai shu                                                         | Atractylodes macrocephala Koidz.                                                                                   | Asteraceae      | Rhizome                         | 28-D. Épices (racine ou rhizome)                                   |
| -                                                   | HS 3363 |                                           | Griffe de chat                                                  | Uncaria tomentosa (Willd.) DC.                                                                                     | Rubiaceae       | Racine                          | 28-D. Épices (racine ou rhizome)                                   |
| -                                                   | HS 3363 | Uncaria guianensis (Aubl.) J. F. Gmel.    | Griffe de chat                                                  | | Rubiaceae       | Racine                          | 28-D. Épices (racine ou rhizome)                                   |
| -                                                   | HS 3365 |                                           | Coptide chinois                                                 | Coptis chinensis Franch.                                                                                           | Ranunculaceae   | Rhizome                         | 28-D. Épices (racine ou rhizome)                                   |
| -                                                   | HS 0781 |                                           | Aunée                                                           | Inula helenium L.                                                                                                  | Asteraceae      | Racine                          | 28-D. Épices (racine ou rhizome)                                   |
| -                                                   | HS 3368 |                                           | Curcuma rond                                                    | Boesenbergia rotunda (L.) Mansf.                                                                                   | Zingiberaceae   | Rhizome                         | 28-D. Épices (racine ou rhizome)                                   |
| -                                                   | HS 0787 |                                           | Réglisse                                                        | Glycyrrhiza glabra L.                                                                                              | Fabaceae        | Racine                          | 28-D. Épices (racine ou rhizome)                                   |
| -                                                   | HS 3371 |                                           | Astragale                                                       | Astragalus membranaceus Fisch. ex Bunge                                                                            | Fabaceae        | Racine                          | 28-D. Épices (racine ou rhizome)                                   |
| -                                                   | HS 3372 |                                           | Prince du ginseng                                               | Pseudostellaria heterophylla (Miq.) Pax                                                                            | Caryophyllaceae | Racine                          | 28-D. Épices (racine ou rhizome)                                   |
| -                                                   | HS 3373 |                                           | Temu lawak                                                      | Curcuma zanthorrhiza Roxb.                                                                                         | Zingiberaceae   | Racine                          | 28-D. Épices (racine ou rhizome)                                   |
| -                                                   | HS 3374 |                                           | Renouée à fleurs multiples                                      | Reynoutria multiflora (Thunb.) Moldenke                                                                            | Polygonaceae    | Tubercule                       | 28-D. Épices (racine ou rhizome)                                   |
| -                                                   | HS 3375 |                                           | Pivoine de Chine                                                | Paeonia lactiflora Pall.                                                                                           | Paeoniaceae     | Racine                          | 28-D. Épices (racine ou rhizome)                                   |
| -                                                   | HS 3376 |                                           | Gentiane jaune                                                  | Gentiana lutea L.                                                                                                  | Gentianaceae    | Racine, feuille                 | 28-D. Épices (racine ou rhizome)                                   |
| -                                                   | HS 3377 |                                           | Zédoaire                                                        | Curcuma zedoaria (Cristm.) Roscoe                                                                                  | Zingiberaceae   | Rhizome                         | 28-D. Épices (racine ou rhizome)                                   |
|                                                     |         |                                           |                                                                 | |                 |                                 |                                                                    |
| -                                                   | HS 3378 |                                           | Chèvrefeuille du Japon                                          | Lonicera japonica Thunb.                                                                                           | Caprifoliaceae  | Fleur                           | 28-F. Épices (fleurs ou stigmates)                                 |
| -                                                   | HS 3379 |                                           | Kewra                                                           | Pandanus fascicularis Lam.                                                                                         | Pandanaceae     | Fleur                           | 28-F. Épices (fleurs ou stigmates)                                 |
|                                                     |         |                                           |                                                                 | |                 |                                 |                                                                    |
| -                                                   | HS 2206 |                                           | Combava                                                         | Citrus hystrix DC.                                                                                                 | Rutaceae        | Zeste, jus, feuille             | 28-D. Épices (pelure d’agrume)                                     |
| -                                                   | HS 3381 |                                           | Citron                                                          | Citrus limon Burm. f.                                                                                              | Rutaceae        | Zeste                           | 28-D. Épices (pelure d’agrume)                                     |
| -                                                   | HS 3382 |                                           | Orange                                                          | Citrus sinensis Osbeck                                                                                             | Rutaceae        | Zeste                           | 28-D. Épices (pelure d’agrume)                                     |
| -                                                   | HS 3383 |                                           | Mandarine satsuma (voir aussi chenpi)                           | Citrus unshiu Marcow.                                                                                              | Rutaceae        | Pelure                          | 28-D. Épices (pelure d’agrume)                                     |
| -                                                   | HS 2211 |                                           | Yuzu                                                            | Citrus junos Siebold ex Tanaka                                                                                     | Rutaceae        | Pelure                          | 28-D. Épices (pelure d’agrume)                                     |